# Ernst Bogislaus von Borcke
Ernst Bogislaus von Borcke  (* 1. Juni 1702; † 24. November 1776 in Dresden) war kursächsischer Generalmajor und zuletzt Kommandant der Festung Königstein.

## Herkunft
Seine Eltern waren der Generalleutnant Ernst Matthias von Borcke (* 1. April 1646; † 23. März 1729) und dessen Ehefrau Ursula Elisabeth von Edling (16. September 1660; † 10. Juni 1729).

## Leben
Er ging in kursächsische Dienste und kam 1722 als Fähnrich in das Infanterie-Regiment Friedrich August. Im Jahr 1726 wurde er Leutnant und kam am 2. Dezember 1727 als Hauptmann in das Infanterie-Regiment Pflugk. Er kämpfte mit dem Regiment im Ersten Schlesischen Krieg in Böhmen. Ebenfalls 1742 wurde er dann Major im Infanterie-Regiment. 1744 kämpft er dann mit dem Regiment auch im Zweiten Schlesischen Krieg. 
Im Juli 1747 wurde er zum Oberstleutnant und im Mai 1756 zum Oberst befördert. Während des Siebenjährigen Krieges wurde er mit der Armee 1756 bei Pirna eingeschlossen und musste kapitulieren. Alle sächsischen Offizieren bekamen das Angebot in preußische Dienste zu wechseln, Borcke ging lieber in Gefangenschaft und wurde in Eisleben interniert. Nach dem Frieden von Hubertusburg wurde er 1763 zum Generalmajor mit Patent auf das Jahr 1761 ernannt. 1764 übernahm er als Inhaber das Infanterie-Regiment Graf Brühl, bis er 1775 als Kommandant auf die Festung Königstein versetzt wurde.
Er starb 1776 in Dresden und wurde am 27. November 1776 auf dem Böhmischen Friedhof beigesetzt.

## Familie
Borcke heiratete Caroline Wilhelmine von Metzsch († 16. Dezember 1795), eine Tochter des Hans Friedrich von Metzsch und der Barbara Sybille von Lehmann. Die Ehe war kinderlos.